# The Opener
The Opener — студійний альбом американського джазового тромбоніста Кертіса Фуллера, випущений у 1957 році лейблом Blue Note Records. Записаний 16 червня 1957 року на студії Van Gelder Studio в Гекенсеку (Нью-Джерсі).

## Опис
The Opener став першим альбомом для тромбоніста Кертіса Фуллера на лейблі Blue Note. Альбом записаний у складі квінтету, до якого увійшли тенор-саксофоніст Генк Моблі, піаніст Боббі Тіммонс, басист Пол Чемберс і ударник Арт Тейлор. Запис відбувся 16 червня 1957 року на студії Van Gelder Studio в Гекенсеку (Нью-Джерсі).
Альбом включає три джазові стандарти «A Lovely Way to Spend an Evening», «Here's to My Lady» і «Soon», дві оригінальні композиції Фуллера — «Hugore» і «Lizzy's Bounce», а також каліпсо «Oscalypso», написане Оскаром Петтіфордом. «Oscalypso»/«Hugore» у 1967 році Blue Note випустив на синглі (Blue Note 45-1690).
На думку музичного критика AllMusic Стівена Томаса Ерлвайна, The Opener, разом з трьома попередніми сесіями на лейблах Prestige і New Jazz, визначив Фуллера одним з найвиразніших і найоригінальніших тромбоністів у стилі хард-боп кінця 1950-х років.

## Список композицій
1. «A Lovely Way to Spend an Evening» (Гарольд Адамсон, Джиммі Мак-Г'ю)  — 6:52
2. «Hugore» (Кертіс Фуллер)  — 6:43
3. «Oscalypso» (Оскар Петтіфорд) — 3:22
4. «Here's to My Lady» (Рубі Блум, Джонні Мерсер)  — 6:43
5. «Lizzy's Bounce» (Кертіс Фуллер)  — 5:25
6. «Soon» (Джордж Гершвін, Айра Гершвін)  — 5:33

## Учасники запису
- Кертіс Фуллер — тромбон
- Генк Моблі — тенор-саксофон
- Боббі Тіммонс — фортепіано
- Пол Чемберс — контрабас
- Арт Тейлор — ударні

Технічний персонал
- Альфред Лайон — продюсер
- Френсіс Вульфф — фотографія обкладинки